# Diócesis de Datong
La diócesis de Datong o de Tatung (en latín: Dioecesis Tatomensis y en chino: 天主教大同教区) es una circunscripción eclesiástica de la Iglesia católica en China. Se trata de una diócesis latina, sufragánea de la arquidiócesis de Taiyuan. Desde el 4 de enero de 2005 es sede vacante, aunque para el Anuario Pontificio lo es desde el 20 de noviembre de 1947.

## Territorio y organización

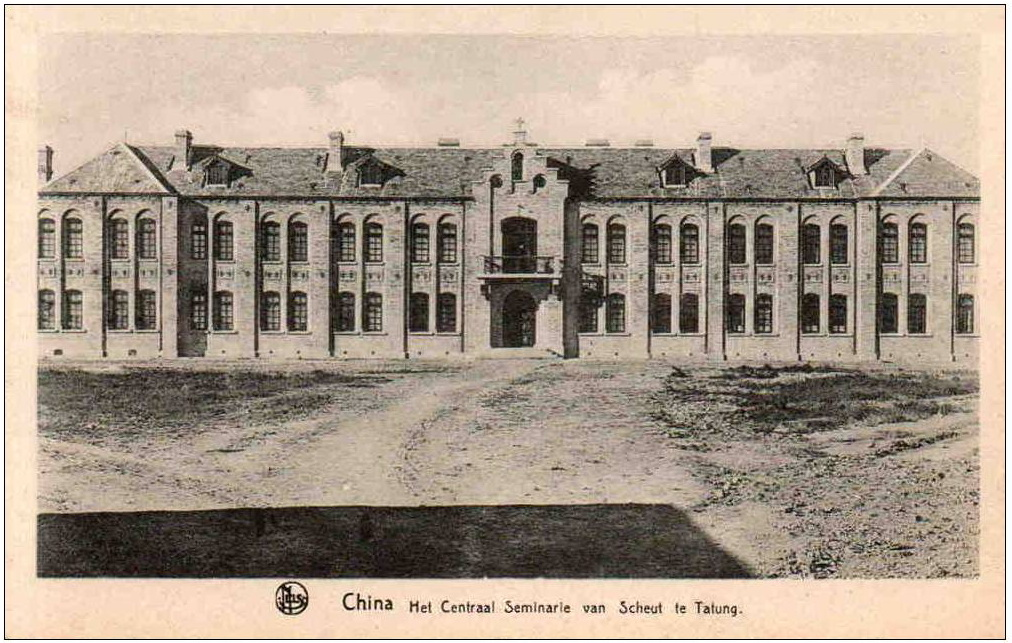
Seminario de Datong en la década de 1930

La diócesis tiene 20 000 km² y extiende su jurisdicción sobre los fieles católicos de rito latino residentes en parte de la provincia de Shanxi.
La sede de la diócesis se encuentra en la ciudad de Datong, en donde se halla la Catedral del Inmaculado Corazón de María.
En 1950 en la diócesis existían 16 parroquias.

## Historia
La prefectura apostólica de Datongfu fue erigida el 14 de marzo de 1922 mediante el breve Concreditum Nobis del papa Pío XI, obteniendo el territorio del vicariato apostólico de Shansi Septentrional (hoy arquidiócesis de Taiyuan).
El 17 de junio de 1932 la prefectura apostólica fue elevada a vicariato apostólico mediante el breve Ut prosperitati espirituali del papa Pío XI.
El 11 de abril de 1946 el vicariato apostólico fue elevado a diócesis mediante la bula Quotidie Nos del papa Pío XII.
El 2 de mayo de 1949 el Partido Comunista de China capturó Datong, se impuso en la guerra civil y proclamó la República Popular China el 1 de octubre de 1949. El 4 de septiembre de 1951 China comunista expulsó al nuncio apostólico Antonio Riberi y la Santa Sede continuó reconociendo a la República de China en Taiwán como el legítimo gobierno chino. Todos los misioneros extranjeros fueron expulsados de China comunista en 1952.
La Asociación Patriótica Católica China fue creada con el apoyo de la Oficina de Asuntos Religiosos de la República Popular de China en 1957, con el objetivo de controlar las actividades de los católicos en China. Su nombre público es Iglesia católica china y es referida como la "Iglesia oficial" en contraposición a la "Iglesia subterránea" o "Iglesia clandestina" leal a la Santa Sede.
En el período de 1966 a 1976 la Revolución Cultural se ensañó especialmente contra la religión, destruyéndose numerosas iglesias y cesaron todas las actividades religiosas en la diócesis. La diócesis reasumió sus actividades en la década de 1980.
La Asociación Patriótica Católica China el 15 de julio de 1982 fusionó la diócesis de Datong con parte de la diócesis de Shuozhou para erigir la diócesis patriótica de Yanbei, sin asentimiento de la Santa Sede. En 1988 ambas diócesis fueron restablecidas, suprimiéndose la diócesis de Yanbei.
Desde el 8 de julio de 1990, Guo Yingong, no reconocido por la Santa Sede y fallecido en 2005, era obispo de Datong, afiliado a la Asociación Patriótica Católica China.
El 22 de septiembre de 2018 se firmó en Pekín el Acuerdo provisional entre la Santa Sede y la República Popular de China sobre el nombramiento de los obispos. El 22 de octubre de 2020 el acuerdo fue prorrogado por otros dos años y en octubre de 2022 por otros dos años más.
Debido a la situación particular de la Iglesia católica en China, la Santa Sede no nombra obispos para las diócesis chinas, que son sedes oficialmente vacantes incluso en presencia de obispos reconocidos por Roma.

## Estadísticas
Según el Anuario Pontificio 2002 la diócesis tenía a fines de 1950 un total de 7702 bautizados.
| Año                                                                             | Población            | Población | Población      | Sacerdotes | Sacerdotes    | Sacerdotes    | Bautizados por sacerdote | Diáconos permanentes | Religiosos | Religiosos | Parroquias |
| Año                                                                             | Bautizados católicos | Total     | % de católicos | Total      | Clero secular | Clero regular | Bautizados por sacerdote | Diáconos permanentes | Varones    | Mujeres    | Parroquias |
| ------------------------------------------------------------------------------- | -------------------- | --------- | -------------- | ---------- | ------------- | ------------- | ------------------------ | -------------------- | ---------- | ---------- | ---------- |
| 1950                                                                            | 7702                 | 1 000     | 0.8            | 13         | 6             | 7             | 592                      |                      |            |            | 16         |
| Fuente: Catholic-Hierarchy, que a su vez toma los datos del Anuario Pontificio. |                      |           |                |            |               |               |                          |                      |            |            |            |

## Episcopologio
- Gerard-Joseph Hoogers, C.I.C.M. † (3 de marzo de 1923-28 de septiembre de 1931 renunció)
- Franciscus Joosten, C.I.C.M. † (21 de junio de 1932-20 de noviembre de 1947 renunció[nota 1])
  - Sede vacante
  - Alfons Van Buggenhout, C.I.C.M. † (31 de marzo de 1950-10 de diciembre de 1983 falleció) (administrador apostólico clandestino, sin carácter episcopal)[nota 2]
  - Thaddeus Guo Yingong † (8 de julio de 1990 consagrado-4 de enero de 2005 falleció) (obispo oficial)